# Ceratopsyche vanaca
Ceratopsyche vanaca är en nattsländeart som först beskrevs av Donald G. Denning 1965.  Ceratopsyche vanaca ingår i släktet Ceratopsyche och familjen ryssjenattsländor. Inga underarter finns listade i Catalogue of Life.